# Financiamento climático na Índia
O financiamento climático na Índia refere-se ao conjunto de recursos mobilizados para apoiar ações de mitigação das emissões de gases de efeito estufa e de adaptação aos impactos das mudanças climáticas no país. Esses recursos incluem fluxos públicos — nacionais e internacionais — empréstimos concessionais, investimentos privados, fundos de garantia e instrumentos de mercado, todos orientados a setores como energia renovável, agricultura resiliente, infraestrutura urbana e gestão de recursos hídricos.
A Índia figura entre os países mais vulneráveis às mudanças climáticas, sobretudo pela sua forte dependência da monção: mais de 60% das terras agrícolas do país dependem exclusivamente da chuva, o que torna o setor altamente sensível a desvios nos padrões pluviométricos, sejam déficits — que provocam secas — ou excessos, responsáveis por inundações; afetando diretamente a segurança alimentar e a subsistência de milhões de famílias rurais.
Entre 2015 e 2023, o Fundo Nacional de Adaptação às Mudanças Climáticas (NAFCC) mobilizou um total de 847 crores de rúpias (c. 100 milhões de dólares) para 30 projetos em 27 estados. No setor privado, até fevereiro de 2023 foram emitidos cerca de 21 bilhões de dólares em títulos verdes. Em cooperação internacional, o Fundo Índia–Japão para Projetos de Baixo Carbono aportou 600 milhões de dólares em outubro de 2023, o Fundo Verde do Clima aprovou 782,4 milhões até 2024 e o Fundo Global para o Meio Ambiente destinou cerca de 139 milhões entre 2019 e meados de 2023.
Apesar dos avanços, o financiamento climático na Índia enfrenta desafios significativos, como a queda nos repasses públicos ao NAFCC, o desvio de fundos originalmente climáticos para outros fins e a predominância de empréstimos onerosos entre os recursos externos. Para cumprir suas metas climáticas, a Índia precisará ampliar substancialmente os investimentos — dos atuais 44 bilhões anuais para cerca de 170 bilhões até 2030 — exigindo maior clareza regulatória, inovação financeira e integração entre políticas públicas e investimentos privados.

## Contexto climático e vulnerabilidades

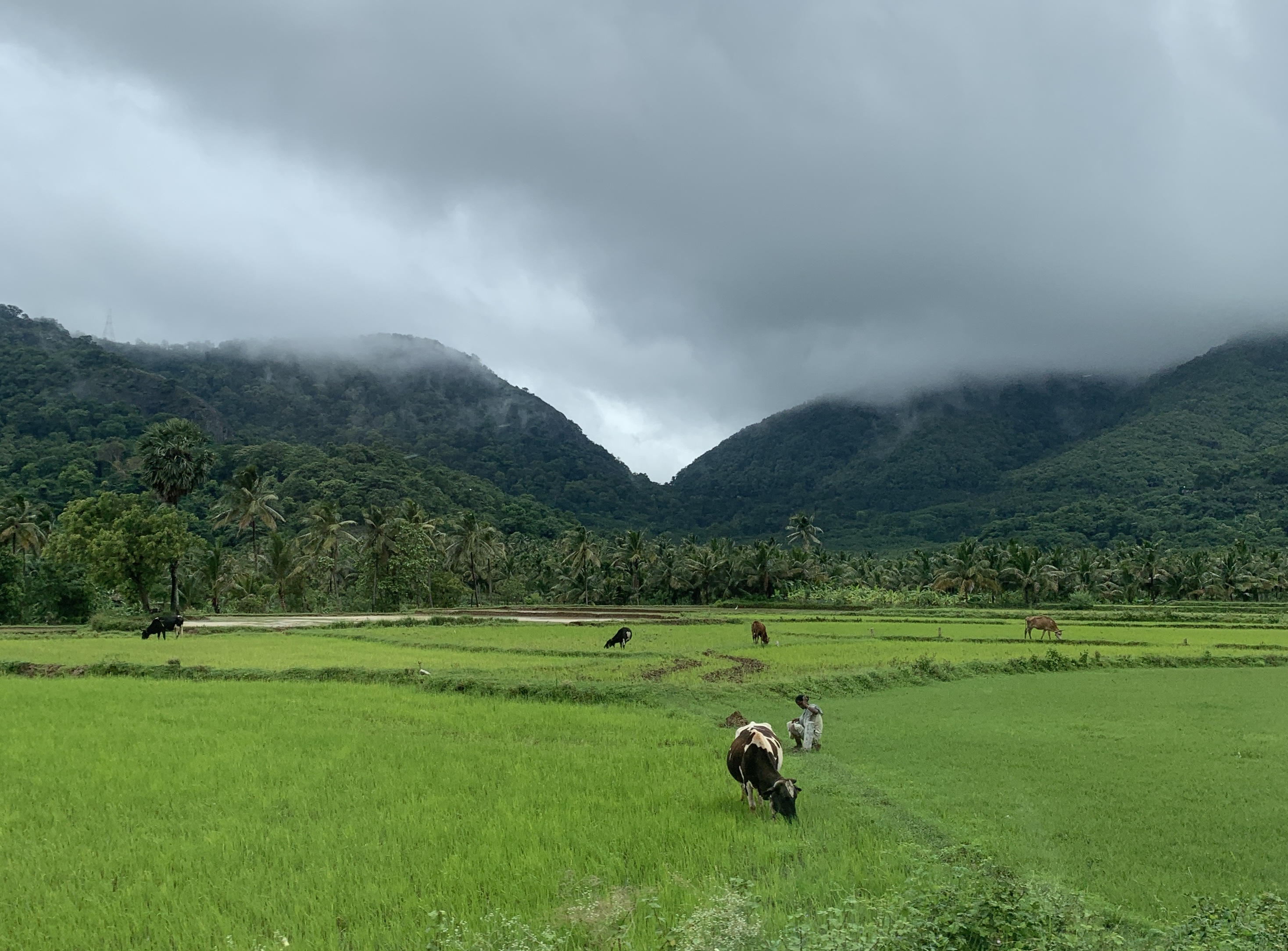
Vista da monção nos Gates Ocidentais.

No contexto indiano, a variabilidade e a irregularidade das monções são um dos principais fatores de vulnerabilidade climática. Mais de 60% das terras agrícolas do país dependem exclusivamente da chuva, o que torna o setor extremamente sensível a desvios nos padrões pluviométricos – tanto déficits quanto excessos podem causar secas e inundações que afetam a produção de alimentos e a subsistência das comunidades rurais.  Estudos apontam que falhas na monção reduzem drasticamente a produtividade agrícola e intensificam a pobreza no campo, exigindo do governo e dos financiadores internacionais mecanismos dedicados de apoio à adaptação e à resiliência rural.
As secas recorrentes agravam esse quadro: na região de Maharashtra, o pior evento dos últimos 40 anos em 2013 atingiu quase 7.900 vilarejos, com queda na produção de culturas básicas variando de 5% a 21% em relação ao ano anterior e perdas econômicas estimadas em 0,5% do PIB indiano (c.  9 bilhões de dólares).
Em março e abril de 2022, uma onda de calor extremo que afetou Índia e Paquistão quebrou diversos recordes de temperatura, reduzindo a produtividade de trigo em até 15% em áreas-chave como Punjab, o maior celeiro de grãos do país. Essa quebra de safra elevou os preços internos e ameaçou a segurança alimentar de milhões de famílias.
Por outro lado, as inundações fluviais e costeiras representam outra face da instabilidade climática. De acordo com o Banco Mundial, sem investimentos adicionais em adaptação, entre 13 e 34 milhões de pessoas poderão ser afetadas por enchentes extremas de rios até 2040, e de 5 a 18 milhões por elevação do nível do mar até o final do século.
Além disso, o recuo acelerado das geleiras Himalaias agrava o risco hidrológico: inventários nacionais indicam perda de cerca de 6% da área glacial na região da bacia do Chandra nos últimos 20 anos, com taxas de recuo que variam de 13 a 33 m ao ano. Essa redução compromete o fluxo perene de rios vitais, como o Ganges e o Indo, colocando em risco o abastecimento de água para irrigação, consumo urbano e geração hidrelétrica.
Em termos macroeconômicos, projeções de think tanks internacionais sugerem que, caso as emissões sigam o ritmo atual e as adaptações se provem insuficientes, a Índia poderá sofrer perdas anuais de até 10% do PIB a cada 3°C de aquecimento global até 2100, devido à combinação de queda na produtividade agrícola, danos a infraestruturas e aumento de gastos com saúde e reparos de desastres.

## Marcos legais e institucionais

Gráfico da produção de energia renovável na Índia (em inglês).

Embora a Índia ainda não possua uma lei-quadro específica sobre mudança climática em nível nacional, o país vem desenvolvendo progressivamente um conjunto de instrumentos normativos, planos estratégicos e estruturas institucionais que, em conjunto, orientam o financiamento climático e a ação climática de forma geral. Esses marcos buscam integrar as dimensões de mitigação e adaptação ao desenvolvimento econômico e à gestão pública orçamentária.
O principal instrumento de governança climática do país é o Plano Nacional de Ação sobre Mudança do Clima (National Action Plan on Climate Change – NAPCC), lançado em 2008, que estabelece oito missões temáticas com foco em energia solar, eficiência energética, agricultura sustentável, habitação urbana, gestão de água e proteção dos Himalaias. Embora não tenha força de lei, o plano funciona como diretriz estratégica e estrutura a atuação dos ministérios setoriais e dos estados federados na formulação de políticas climáticas.
Com base no NAPCC, os estados indianos passaram a desenvolver seus próprios Planos Estaduais de Ação sobre Mudança do Clima (State Action Plans on Climate Change – SAPCCs), adaptando as diretrizes nacionais às realidades regionais. Até 2023, 34 estados e territórios da União haviam preparado seus SAPCCs, alinhando-os ao NAPCC e considerando questões específicas relacionadas às mudanças climáticas em cada estado. No entanto, relatórios auditorias independentes apontam que muitos SAPCCs carecem de avaliações abrangentes de impacto climático e vulnerabilidade em níveis local, regional e estadual.

## Financiamento público

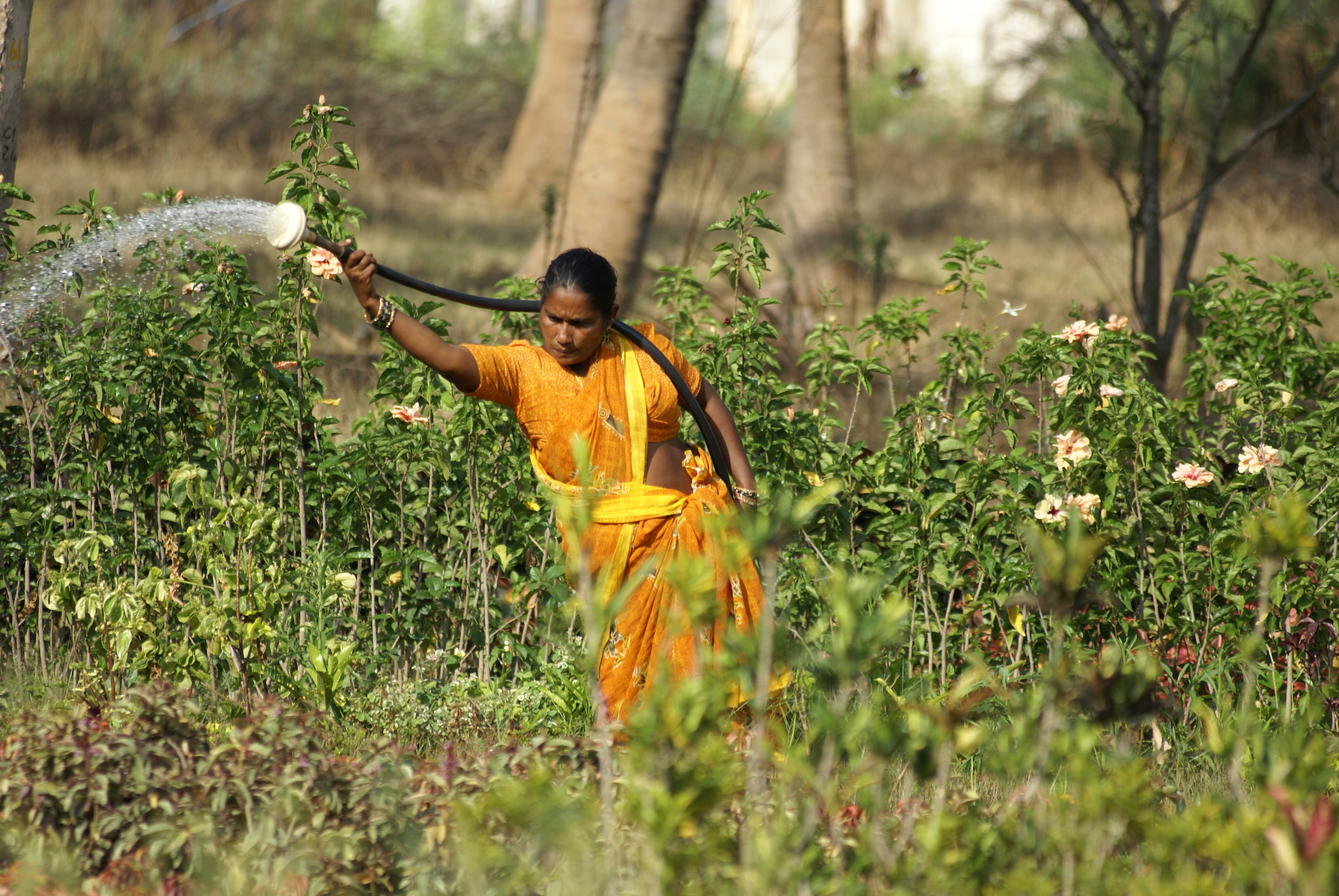
Trabalhadora irrigando a plantação com uma mangueira.

O Ministério do Meio Ambiente, Florestas e Mudança do Clima (MoEFCC) atua como órgão coordenador da política climática e é responsável por articular os SAPCCs.
Outro ator central é o Fundo Nacional de Ação sobre Mudança do Clima (National Adaptation Fund for Climate Change – NAFCC), lançado em 2015 e operado sob o MoEFCC. Este fundo visa apoiar projetos de adaptação baseados em comunidades vulneráveis, com foco em setores como agricultura, recursos hídricos e florestas. Até 2022, o NAFCC havia financiado 30 projetos em 27 estados, com desembolso acumulado de cerca de 847 crores de rúpias indianas (c. 100 milhões de dólares americanos), conforme auditoria do Controlador Geral de Contas da Índia. Apesar do papel crucial do NAFCC na promoção da resiliência climática, houve uma redução significativa nos recursos alocados ao fundo nos últimos anos. Dados indicam que os desembolsos anuais diminuíram de 118 crores em 2015-16 para cerca de 20 crores em 2022-23.
No campo da energia, o Ministério de Energia Nova e Renovável (MNRE) opera uma série de programas de incentivo à transição energética, com destaque para o esquema PM-KUSUM, que financia a instalação de sistemas solares para bombeamento de água agrícola. Essa política tem como meta a instalação de até 34,8 GW de capacidade solar até 2026.
Já o Fundo Nacional de Energia Limpa (National Clean Energy Fund – NCEF), criado em 2010, foi inicialmente financiado por uma taxa sobre a produção doméstica e importação de carvão (chamado de cess on coal). Até 2017, o fundo arrecadou cerca de 54 mil crores de rúpias (c. 7 bilhões de dólares) e apoiou projetos em energias renováveis, eficiência energética e transporte limpo. No entanto, uma parcela significativa desses recursos foi redirecionada ao tesouro nacional para compensar déficits fiscais, o que levou a críticas sobre a diluição de seu propósito original.
O setor financeiro público também desempenha papel crescente. O Banco de Desenvolvimento da Índia (SIDBI) e o Banco Nacional para Agricultura e Desenvolvimento Rural (NABARD) operam linhas de crédito e garantias específicas para projetos verdes e resilientes ao clima. O NABARD, em particular, tem função estratégica na execução do NAFCC e na concessão de microcrédito climático em áreas rurais, promovendo adaptação baseada em ecossistemas e práticas agrícolas sustentáveis.
Por fim, a Índia iniciou recentemente a integração do financiamento climático ao planejamento orçamentário federal, com menções explícitas à ação climática nas declarações fiscais e nos discursos do orçamento. A elaboração da Taxonomia de Financiamento Verde, liderada pelo Ministério das Finanças, visa oferecer diretrizes para definir o que constitui um "investimento climático" dentro do sistema financeiro nacional — iniciativa crucial para melhorar a rastreabilidade dos recursos públicos e atrair capital complementar do setor privado.

## Financiamento privado
A emissão de títulos verdes tem sido uma ferramenta importante para mobilizar recursos privados para projetos sustentáveis na Índia. Até fevereiro de 2023, o país havia emitido aproximadamente 21 bilhões de dólares em títulos verdes, com o setor privado responsável por cerca de 84% desse total. Empresas como a Rural Electrification Corporation (REC) destacam-se nesse cenário, tendo levantado 750 milhões em abril de 2023, marcando a maior emissão de títulos verdes por um emissor do Sul e Sudeste Asiático.
O ecossistema de startups climáticas na Índia tem atraído investimentos significativos nos últimos anos. Entre 2018 e 2023, startups de tecnologia climática no país receberam um total de 7,2 bilhões de dólares em financiamento de capital de risco. No entanto, apesar desse crescimento, apenas 25% das mais de 800 startups operacionais conseguiram garantir fundos de capital de risco, destacando a necessidade de maior apoio financeiro para impulsionar inovações sustentáveis.
Modelos de parcerias público-privadas têm sido eficazes na implementação de projetos climáticos inclusivos na Índia. Um exemplo notável é a iniciativa SWaCH em Pune, que integra catadores de resíduos informais ao sistema formal de gestão de resíduos sólidos. Essa abordagem resultou na coleta diária de 227 toneladas de resíduos, evitando a emissão de aproximadamente 100.000 toneladas de CO₂ anualmente, além de proporcionar empregos dignos para cerca de 3.850 trabalhadores, majoritariamente mulheres.
Apesar dos avanços, o financiamento climático privado na Índia enfrenta desafios significativos. Estudos indicam que a mobilização de capital privado é dificultada por riscos percebidos, como flutuações cambiais e condições macroeconômicas instáveis.

## Cooperação internacional e financiamento externo
A crescente complexidade dos desafios climáticos na Índia tem estimulado parcerias bilaterais e multilaterais que trazem subsídios, empréstimos concessionais e instrumentos de mitigação de risco, ampliando significativamente o volume de recursos disponíveis para ações de mitigação e adaptação.
Em outubro de 2023, Índia e Japão lançaram o Fundo Índia–Japão para Projetos de Baixo Carbono, com aporte inicial de 600 milhões de dólares americanos destinados a energia renovável, mobilidade elétrica e gestão de resíduos. Trata-se de um fundo estruturado pela JICA (Japan International Cooperation Agency) e pelo JBIC (Japan Bank for International Cooperation), com o governo da Índia como co-investidor, visando também transferir tecnologia e atrair capitais privados a projetos de descarbonização.

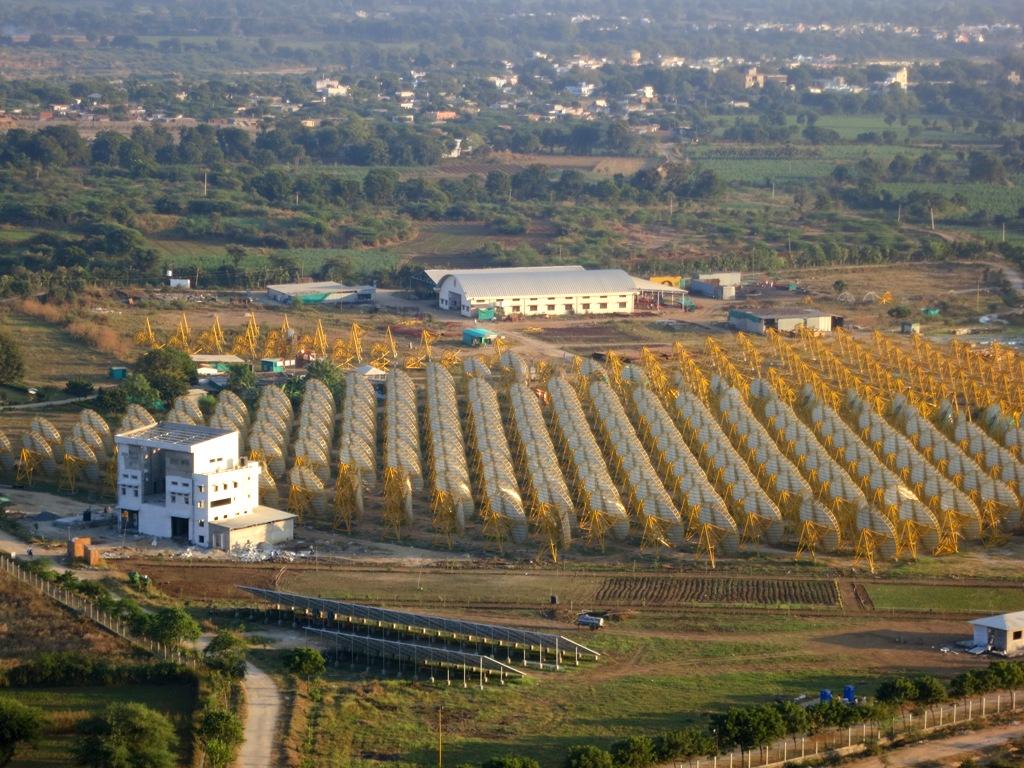
a usina India One em Rajasthan.

O Fundo Verde do Clima aprovou 782,4 milhões de dólares para onze projetos na Índia até 2024, abrangendo energia solar, bombeamento de água movido a renováveis e práticas agrícolas resilientes.
Entre 2019 e meados de 2023, o Fundo Global para o Meio Ambiente (EGF) destinou cerca de 139 milhões de dólares ao apoio de iniciativas de gestão integrada de bacias hidrográficas e restauração de ecossistemas costeiros, incluindo manguezais, na Índia. Desse total, aproximadamente 76 milhões foram canalizados para projetos de combate à degradação de terras e 15 milhões para ações de biodiversidade no ciclo EGF-7 (2018–2022), enquanto no ciclo EGF-8 (2022–2026), até junho de 2023, mais 44 milhões foram aprovados para biodiversidade e 4 milhões para degradação de terras.
O projeto India One, uma usina solar térmica de 1 MW localizada em Rajasthan contou com financiamento conjunto do Ministério Federal do Meio Ambiente da Alemanha, via iniciativa ComSolar executada pela Empresa Federal Alemã para Cooperação Internacional (GIZ), e do Ministério de Novas e Renováveis Energias da Índia, sob seu programa de pesquisa e desenvolvimento. A usina de 1 MW abastece um campus de 25.000 pessoas e uma cidade vizinha de cerca de 10.000 habitantes, além de possibilitar o cozimento diário de 35.000 refeições por meio de sua tecnologia de energia solar térmica com armazenamento para operação contínua.

## Principais setores beneficiados

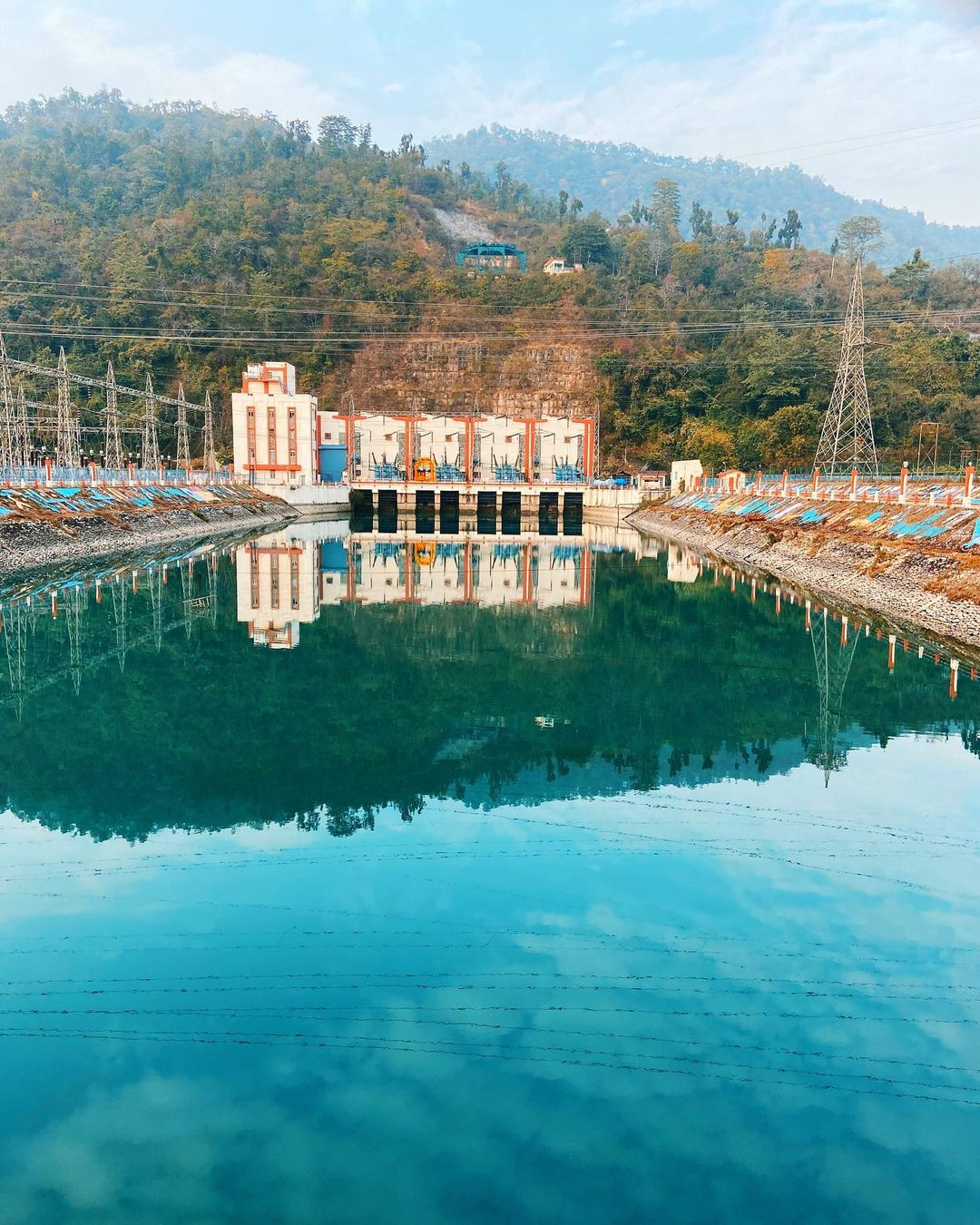
Hidrelétrica de Khodri em Uttarakhand.

O setor de energia limpa é o principal destinatário do financiamento climático na Índia. De acordo com o relatório Landscape of Green Finance in India 2024 da Climate Policy Initiative (CPI), em 2024, 
aproximadamente 47% do financiamento climático foi direcionado para energia limpa. Apesar desse progresso, o investimento anual de 13 bilhões de dólares americanos em energia renovável está significativamente abaixo dos 68 bilhões necessários para atingir a meta de 500 GW de capacidade de energia não fóssil até 2030.
A eficiência energética é o segundo maior setor em termos de financiamento climático, recebendo cerca de 35% dos investimentos em 2024. Esse campo tem atraído principalmente financiamento do setor privado, que em 2022 contribuiu com 91% dos recursos.
O transporte limpo recebeu aproximadamente 18% do financiamento climático em 2024. Embora seja uma área crítica para a redução de emissões, o setor enfrenta desafios para atrair investimentos, especialmente do setor privado. Iniciativas como a expansão de sistemas de transporte público e a promoção de veículos elétricos são essenciais para avançar nesse setor.

## Impactos e resultados

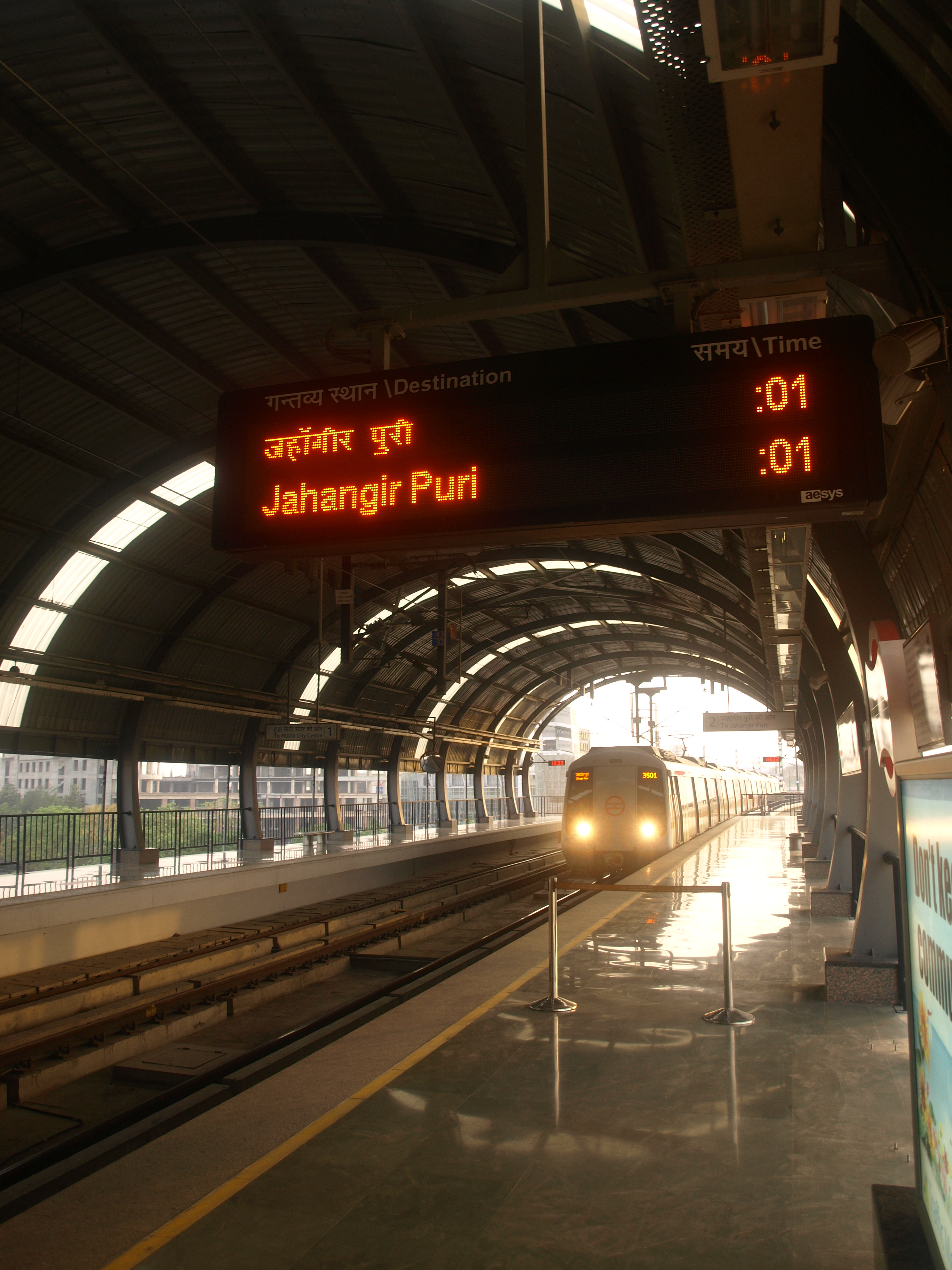
Linha do Metrô de Deli.

Os recursos de financiamento climático mobilizados na Índia já geraram impactos concretos em diversas frentes — desde a geração de energia limpa até o fortalecimento da resiliência agrícola e a promoção de construções públicas de alta eficiência energética.
No setor de energia solar em larga escala, o Rewa Ultra Mega Solar Power Project, com seus 750 MW de capacidade, tornou-se um marco na busca pela paridade de rede. Desse total, 24% da energia gerada é fornecida ao metrô de Deli, reduzindo a dependência de combustíveis fósseis no transporte urbano.
Nos Himalaias, o Mid-Himalayan Watershed Development Project (MHWDP), implementado em Himachal Pradesh, trouxe melhorias significativas à agricultura nas regiões montanhosas de Ani Tehsil, no distrito de Kullu. Segundo estudo de Kapil Dev et al., os agricultores beneficiados ampliaram em 81,48% a área cultivada com hortaliças no período de cultivo e em 433,33% na colheita de inverno.(p2248) Houve também aumento da produtividade em culturas como batata, gengibre, pimenta e tomate, além de ganhos em fruticultura, como manga e amêndoa.(p2250) Os impactos econômicos também foram expressivos: a receita líquida por hectare foi superior entre beneficiários, chegando a 139,27% mais para batata e 90,62% para gengibre.(p2253) Os índices de custo-benefício foram sistematicamente mais altos — por exemplo, 1,80 para tomate entre beneficiários, contra 1,55 nos não beneficiários.(p2254)
No âmbito da eficiência energética e edifícios públicos, o Paryavaran Bhawan, em Chandigarh, tornou-se o primeiro edifício governamental existente a receber classificação 5-estrelas do Bureau of Energy Efficiency sob o Star Rating for Buildings Programme. Com uma planta solar total de 276 kWp, o prédio alcançou categoria net zero em consumo elétrico, servindo de modelo para retrofits sustentáveis em toda a Índia.

## Críticas e controvérsias
Apesar dos esforços, a Índia enfrenta desafios significativos na mobilização de financiamento climático suficiente. O país tem defendido, em fóruns internacionais como a COP29, a necessidade de uma definição clara de financiamento climático e a obrigação dos países desenvolvidos de fornecer e mobilizar pelo menos 1,3 trilhão de dólares americanos anualmente até 2030 por meio de subsídios, financiamentos concessionais e apoio não oneroso.
Além disso, o governo indiano enfatiza a importância de mecanismos financeiros inovadores, incluindo financiamento combinado, estruturas de compartilhamento de riscos e maior envolvimento do setor privado, para complementar o financiamento público e impulsionar os esforços de adaptação.
Ao longo dos anos, diversos especialistas e órgãos de controle têm apontado fragilidades no arcabouço e na execução do financiamento climático na Índia. Jyotsna, pesquisadora sênior do Centro de Orçamento e Responsabilidade Fiscal (CBGA), critica o fato de grande parte dos recursos externos virem sob a forma de empréstimos, gerando passivos que oneram os orçamentos futuros e não necessariamente se traduzem em benefícios comunitários de longo prazo.
Em linha com essa visão, o Controlador e Auditor Geral da Índia apontou que o Fundo Nacional de Adaptação às Mudanças Climáticas (NAFCC) teve desembolsos irrisórios — de apenas cerca de 20 crores de rúpias indianas (c. 2,4 milhões de dólares) em 2022–23, ante 118 crores de rúpias em 2015–16 — evidenciando subutilização crônica dos recursos previstos pela União.
Paralelamente, organizações da sociedade civil destacam desvios de finalidade em fundos originalmente criados para o clima. Em julho de 2017, Kumar Sambhav Shrivastava, no Scroll.in, revelou que cerca de 56.700 crores de rúpias (c. 7 bilhões de dólares) do Fundo Nacional de Energia Limpa (NCEF) foram desviados para compensar estados pela implementação do Imposto sobre Bens e Serviços (GST), deixando projetos de energia renovável sem recursos. Aruna Chandrasekhar, também no Scroll.in, criticou que verbas da cessão sobre o carvão foram canalizadas a “projetos de enxugar gelo e embelezamento” — como o embelezamento do rio Ganges — em detrimento de comunidades adivasi afetadas pela mineração, sublinhando a falta de transparência e de participação local nas decisões orçamentárias.

## Perspectivas futuras
Para cumprir suas metas climáticas, a Índia precisará escalar drasticamente o volume de recursos mobilizados. Estimativas do Observer Research Foundation indicam que o país demandará cerca de 2,5 trilhões de dólares americanos entre 2015 e 2030, ou seja, aproximadamente 170 bilhões por ano até 2030, para financiar ações de mitigação e adaptação — bem acima dos 44 bilhões anuais atualmente captados em média (período 2021–22). Em consonância, um relatório do Banco Mundial aponta que alcançar as Contribuições Nacionalmente Determinadas da Índia exigirá um investimento anual na ordem de 170 bilhões de dólares (c. de 5% do PIB) até meados do século, totalizando 10,1 trilhões até 2070.
Setorialmente, as infraestruturas urbanas e o transporte limpo apresentam alto potencial de expansão: a Moody's estima que serão necessários até 385 bilhões de dólares em investimentos em energia renovável até 2030, incluindo expansão de rede e armazenamento, para alcançar 500 GW de capacidade não fóssil.
No setor agrário, a adaptação baseada na natureza requer um aporte substancial para sistemas de irrigação resilientes e seguros indexados ao clima: estudos internacionais calculam que as necessidades globais de adaptação na agricultura variam entre 160 e 340 bilhões de dólares anuais até 2030, uma ordem de magnitude maior do que os fluxos atuais de financiamento para o setor.